# Crisi de les Escombraries
La Crisi de les Escombraries —Tala'at Rihatkum en llengua local, literalment "feu pudor"— són una sèrie de protestes que ocorren el 2015 al Líban per protestar en contra del fracàs del Govern del Líban en gestionar les deixalles acumulades després del tancament de la més gran descàrrega del Líban a mitjans de juliol del 2015. Les protestes reclamaven "ash-shab yurid isqat an-nizam" (el poble vol posar fi al règim), eslògan que també va ser utilitzat durant les protestos de la Primavera Àrab. La manifestació va cristal·litzar al cap i a la fi les reivindicacions acumulades contra la corrupció endèmica, el mal funcionament de l'estat i la paràlisi de les institucions polítiques.